# Žofínská plovárna
Žofínská plovárna je krátkometrážní, český dokumentární film Jana Kříženeckého z roku 1898. Snímek byl poprvé promítán v programu Českého kinematografu na Výstavě architektury a inženýrství. Jedná se o jeden z prvních českých filmů vůbec.

## Obsah filmu
Snímek zachycuje dovádění návštěvníků vltavské veřejné plovárny na Žofíně (Slovanském ostrově) v Praze.